# 火星有机分子分析仪
火星有机分子分析仪（Mars Organic Molecule Analyser）英文简称“MOMA”是一台基于质谱仪的仪器，它将搭载在罗莎琳德·富兰克林号探测车上，于2022年8月至10月发射到火星执行天体生物学任务。该设备将在收集的火星土壤样本中寻找有机化合物，通过描述检测到的有机物分子结构，它可深入了解潜在的分子生命印迹。火星有机分子分析仪将能检测到浓度低至亿分之一（ppbw）的有机分子，专门检测固体粉末样品，但不进行大气分析。
该设备的首席研究员为来自德国马克斯·普朗克太阳系研究所的弗雷德·戈斯曼（Fred Goesmann）.

## 概述
火星有机分子分析仪的目标是：分析罗莎琳德·富兰克林号探测车钻取的火星表面下2米深处样本中的各种有机化合物，以寻找过去火星生命的迹象。它只检测固体粉末样品，它不进行大气分析。
火星有机分子分析仪将首先蒸发固体有机化合物，以便通过质谱仪进行分析。有机物质的蒸发通过激光解吸和热挥发两种不同技术实现，然后再使用四台气相色谱-质谱仪柱进行分离，最后通过离子阱质谱仪对有机分子进行鉴定。

### 有机生命印迹
虽然没有明确的火星生命印迹可供寻找，但较务实的方法是寻找某些分子，如脂质和磷脂，它们可形成能跨地质年代保存下来的细胞膜。脂质和其他有机分子可能表现出非生物有机物质中不存在的生物特征。如果是由生命形式合成，则此类化合物可能仅在较窄分子量范围内高浓度地被发现，不像碳质陨石中检测到的较宽分子量范围内的化合物。在糖和氨基酸的情况下，过多同手性的分子是其生物起源的另一条重要线索。假设火星上的生命像地球一样为碳基和细胞生命，则预计会有共同的组成部分，如氨基酸链和核碱基链（核糖核酸、脱氧核糖核酸或它们的类似物）。此外，在已鉴定出的其它支持证据背景下，一些高分子量的异构体有机物
可能也是潜在的生命印迹。其他检测的目标化合物还包括脂肪酸、甾醇和霍烷（hopanoid）。

### 背景有机物
预计火星表面会积聚大量由星际尘埃颗粒和碳质陨石输送的大有机分子，火星有机分子分析仪对该部分的描述，不仅可以确定痕量生物标记物的潜在背景丰度，还可以测定通过作为深度函数的辐射和氧化对该物质的分解程度，为在当地地质和地球化学背景下解释样本的来源，这一点至关重要。

## 开发
火星有机分子分析仪与气相色谱-质谱仪相关的组件分别源自海盗号着陆器、菲莱着陆器上的彗星采样与成分实验件（COSAC）以及好奇号探测车上的火星样本分析设备。但过去海盗号着陆器和好奇号探测车使用的方法大多具有破坏性（热解），因此，造成了有机物质的重要信息丢失。此外，这些原来的仪器只能检测到挥发性分子，并且只有非极性分子才可通过色谱仪柱到达检测器。火星有机分子分析仪将热解衍生与破坏性较小的方法相结合：激光解吸质谱法（LDMS），它允许通过质谱仪（MS）检测和描述大而完整的分子片断，该技术不受上述缺点的影响，且不受已知在火星表面分布丰富的高氯酸盐的影响 。串联质谱仪则可用来进一步描述这些分子的特点。
马克斯·普朗克太阳系研究所正在牵头此项开发，国际合作伙伴包括美国宇航局。火星有机分子分析仪的质谱仪（MS）和主要电子设备由美国宇航局戈达德太空飞行中心提供，两家法国研究所国家科学研究中心和法国大气、介质和空间观测实验室负责研制气相色谱仪（GC），而紫外激光器则由德国汉诺威雷射研究中心开发。火星有机分子分析仪并非一台单一的紧凑型仪器，而是在探测车内留有许多机械和热能接口的模块化结构设备，最后由意大利泰雷兹阿莱尼亚宇航公司进行总装和验证。
| 技术参数     | 单位/性能 |
| ------------ | --- |
| 质量         | 11.5千克 |
| 电源         | 平均：65瓦 最大154瓦                                                                                                  |
| 运行 温度    | 摄氏−40度摄氏+20度 |
| 灵敏度       | 现存有机物≥10 ppb |
| 气相色谱烘箱 | 32只（20只用于热裂解/逸出气体分析；12只用于衍生反应） 最高温摄氏850度适用于热裂解/逸出气体分析；摄氏600度用于衍生反应 |
| 样本容量     | 每只烘箱最多200毫米3粉末样本                                                                                          |
| 激光         | 紫外 （λ = 26纳米） 脉冲能量：13–130 微焦耳 脉冲时长：<2.5 纳秒 束斑尺寸：≈400微米                                    |
| 质谱仪（MS） | 质量范围：50–1000 u 质量隔离: ±5 u                                                                                    |